# عودة السلاحف (مسرحية)
عودة السلاحف، هي مسرحية كوميدية اجتماعية كويتية من إنتاج علي يوسف الإبراهيم وتأليف عبد العزيز القعود وإخراج عبد الله عباس أول عرض للمسرحية كان في 19 أغسطس 2012 أي ما يوافق أول أيام عيد الفطر المبارك لعام 1433.

## بطولة
- عبد الله عباس
- محمد المسلم
- محمد ذياب
- فيصل فريد المفيدي
- إبراهيم دشتي
- ناصر عباس